# ボトルフィア (小惑星)
ボトルフィア (741 Botolphia) は小惑星帯に位置する小惑星である。マサチューセッツ州ウィンチェスターでジョエル・ヘイスティングス・メトカーフによって発見された。
7世紀にイングランド・リンカンシャーのボストンに修道院を作った聖ボトルフにちなんで命名された。